# Reacció d'acoblament
Un reacció d'acoblament (en anglès: Coupling reaction) en química orgànica és un terme que s'aplica a totes aquelles reaccions químiques en les quals dos fragments d'hidrocarburs s'uneixen o s'enllacen per formar una sola molècula, amb k'ajut d'un catalitzador metàl·lic. Representen un tipus de reaccions molt important en síntesi orgànica, car permeten crear enllaços carboni-carboni o carboni-heteroàtom.
En un exemple important d'aquest tipus de reaccions, un grup principal d'un compost organometàl·lic del tipus R-M (R = fragment orgànic, M = centre del grup principal) reacciona amb un halur orgànic del tipus R'X amb la formació d'un nou enllaç carboni-carboni per donar el producto R-R'.
{\displaystyle R-M\ +\ R'-X\ \to R-R'\ +\ M-X}
Les contribucions a l'estudi de les reaccions d'acoblament d'Ei-ichi Negishi i Akira Suzuki van ser reconegudes amb el Premi Nobel de Química 2010, que va ser compartit amb Richard F. Heck.

## Classes de reaccions d'acoblament
A grans trets, es reconeixen dos tipus de reaccions d'acoblament:
- Acoblaments creuats que agrupen reaccions entre dos compostos diferents, per exemple el bromobenzè (PhBr) i el clorur de vinil reaccionen per donar estirè (PhCH=CH₂).
- Homoacoblaments en la que se acoblen o enllacen dos fragments iguals, per exemple, la conversió de iodebenzè (Ph-I) en bifenil (Ph-Ph).

## Mecanisme de reacció
El mecanisme de reacció generalment comença amb una addició oxidativa d'un halur orgànic amb el catalitzador. Posteriorment, el segon fragment pateix transmetal·lació, cosa que situa ambdós candidats al'acoblament sobre el mateix centre metàl·lic. El pas final és una eliminació reductiva dels dos fragments d'acoblament per regenerar el catalitzador i donar el producte orgànic que es desitja.
El catalitzador metàl·lic més estès és pal·ladi, però alguns processos sovint usen níquel i coure. El grup sortint X en el compost orgànic sol ser bromur iodur o triflat. Els grups sortints ideals són els clorurs, ja que són més econòmics que els altres. Els metalls del grup principal en el compost organometàl·lic sol ser estany, zinc, o bor. Aquestes reaccions s'han de fer amb l'estricta exclusió de l'aigua. És possible fer-les en solucions aquoses quan es fan basades en compostos de pal·ladi. En general, l'oxigen de l'aire té més capacitat d'alterar les reaccions d'acoblament.

## Tipus d'acoblament
Algunes reaccions d'acoblament són (llista no exhaustiva):
| Reacció                              | any  | Reactiu A  | Reactiu A    | Reactiu B | Reactiu B | Homo/Creuat | Catalitzador | Observacions                                     |  |
| Reacció de Wurtz                     | 1855 | R-X        | sp³          | R-X       | sp³       | homo        | Na           |                                                  |  |
| Acoblament de Glaser                 | 1869 | RC≡CH      | sp           | RC≡CH     | sp        | homo        | Cu           | O₂ com acceptor de H                             |  |
| Reacció de Ullmann                   | 1901 | Ar-X       | sp²          | Ar-X      | sp²       | homo        | Cu           | Alta temperatura                                 |  |
| Reacció de Gomberg-Bachmann          | 1924 | Ar-H       | sp²          | Ar-N₂X    | sp²       | homo        |              | Requereix una base                               |  |
| Acoblament de Cadiot-Chodkiewicz     | 1957 | RC≡CH      | sp           | RC≡CX     | sp        | creuat      | Cu           | Requereix una base                               |  |
| Acoblament de Castro-Stephens        | 1963 | RC≡CH      | sp           | Ar-X      | sp²       | creuat      | Cu           |                                                  |  |
| Acoblament per Reactiu de Gilman     | 1967 | R₂CuLi     |              | R-X       |           | creuat      |              |                                                  |  |
| Reacció de Cassar                    | 1970 | Alquè      | sp²          | R-X       | sp³       | creuat      | Pd           | Requereix una base                               |  |
| Acoblament de Kumada                 | 1972 | Ar-MgBr    | sp², sp³     | Ar-X      | sp²       | creuat      | Pd o Ni      |                                                  |  |
| Reacció de Heck                      | 1972 | alkene     | sp²          | R-X       | sp²       | cruzado     | Pd           | Requereix una base                               |  |
| Acoblament de Sonogashira            | 1975 | RC≡CH      | sp           | R-X       | sp³ sp²   | creuat      | Pd yCu       | Requereix una base                               |  |
| Acoblament de Negishi                | 1977 | R-Zn-X     | sp³, sp², sp | R-X       | sp³ sp²   | creuat      | Pd o Ni      |                                                  |  |
| Acoblament creuat d'Stille           | 1978 | R-SnR₃     | sp³, sp², sp | R-X       | sp³ sp²   | creuat      | Pd           |                                                  |  |
| Reacció de Suzuki                    | 1979 | R-B(OR)₂   | sp²          | R-X       | sp³ sp²   | creuat      | Pd           | Requereix una base                               |  |
| Acoblament de Hiyama                 | 1988 | R-SiR₃     | sp²          | R-X       | sp³ sp²   | creuat      | Pd           | Requereix una base                               |  |
| Reacció de Buchwald-Hartwig          | 1994 | R₂N-R SnR₃ | sp           | R-X       | sp²       | creuat      | Pd           | Acoblament N-C, amina lliure de segona generació |  |
| Acoblament de Fukuyama               | 1998 | RCO(SEt)   | sp²          | R-Zn-I    | sp3       | creuat      | Pd           |                                                  |  |
| Resum de las reaccions d'acoblament. |      |            |              |           |           |             |              |                                                  |  |

## Aplicacions
Moltes reaccions d'acoblament s'apliquen en la indústria farmacèutica i en els materials orgànics conjugats.